# Gonomyia gillottae
Gonomyia gillottae är en tvåvingeart som beskrevs av Alexander 1929. Gonomyia gillottae ingår i släktet Gonomyia och familjen småharkrankar. Inga underarter finns listade i Catalogue of Life.